# 欧罗巴利亚艺术节
欧罗巴利亚艺术节（Europalia）是比利时欧罗巴利亚国际协会所举办的一个艺术节，两年一次，每次集中介绍一个国家的文化。艺术节的名字由“Europa”（欧洲）和“Opalia”（古罗马时期节日）)拼合而成。1969年首届艺术节在布鲁塞尔举办。一开始参加的只有欧共体国家，第一个受邀参加艺术节的非欧共体国家是奥地利。日本、墨西哥和俄罗斯也分别在1989年、2003年和2005年参加了艺术节。艺术节一般包括展览、舞蹈、音乐、电影、喜剧等内容，也举办一些报告会、研讨会。并发现纪念邮票、纪念币等纪念品。